# Casa de Tudor
La Casa de Tudor o dinastía Tudor gobernó el reino de Inglaterra desde 1485 hasta 1603. Su emblema era una rosa, la rosa Tudor, de diez pétalos, cinco blancos en el centro y cinco rojos en el borde exterior. De esta forma se simbolizaba la unión de la Casa de York con la Casa de Lancaster y el fin de la guerra civil que ensangrentó la historia inglesa durante el siglo XV.
Su historia está entrelazada con los acontecimientos más importantes y dramáticos de la historia moderna de Europa y del mundo, pues bajo su gobierno comenzó la exploración inglesa de Norteamérica. Por ello se la considera como la familia real inglesa más famosa y controvertida. Son un ejemplo de las monarquías autoritarias con las que compitieron y se relacionaron en el escenario de la Europa occidental del Antiguo Régimen.

## Historia

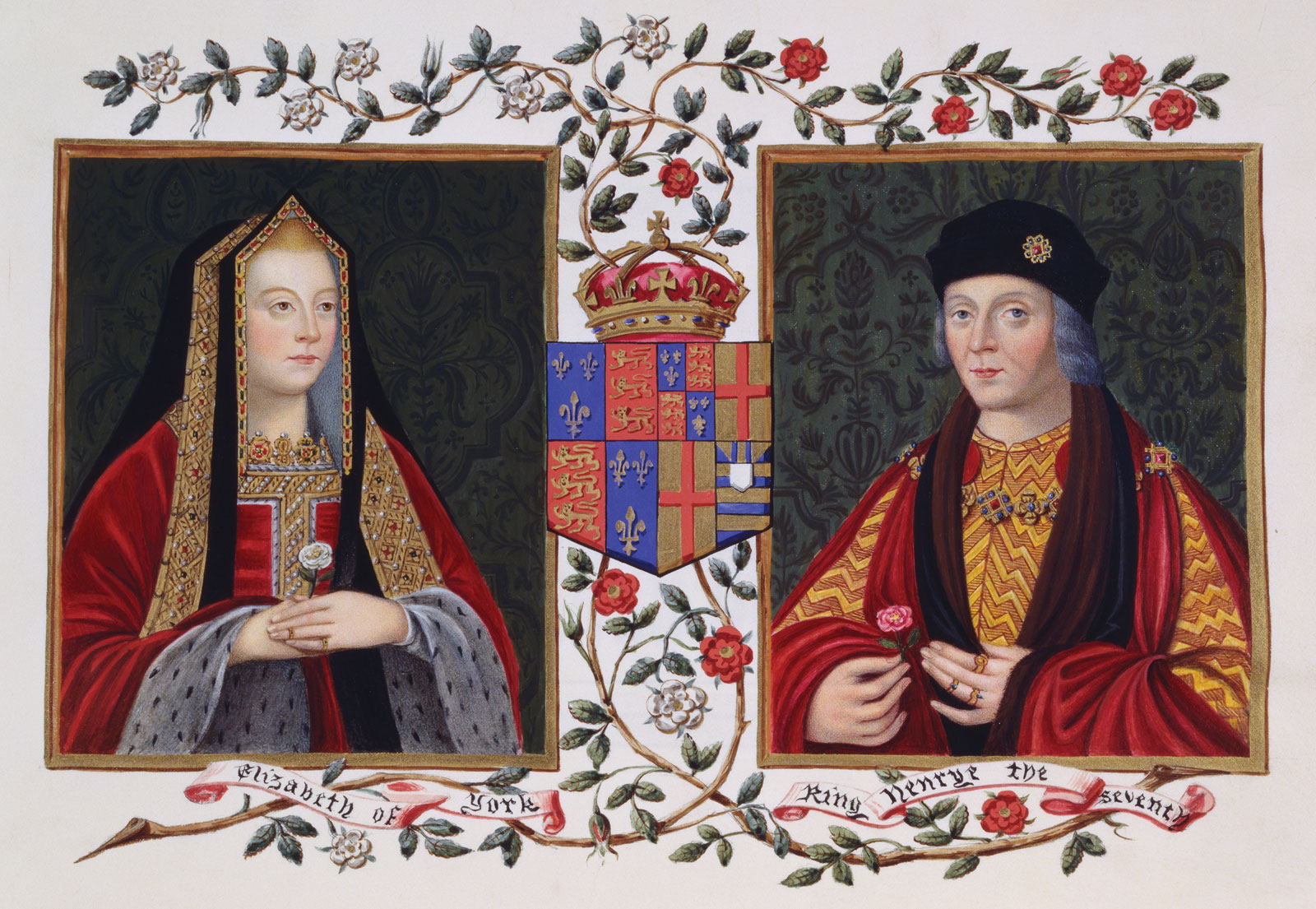
Enrique VII e Isabel de York, primeros monarcas de la casa Tudor en ascender al trono inglés.

Enrique VIII

La dinastía Tudor o Casa de Tudor (Tudur en galés) remonta su origen al siglo XIII. Comprende una serie de cinco monarcas de origen galés que reinaron sobre el reino de Inglaterra y el reino de Irlanda. Los tres principales monarcas, Enrique VII, Enrique VIII e Isabel I orquestaron la transformación del reino de Inglaterra de un patio trasero europeo siempre sumergido en la Edad Media, en un Estado poderoso del Renacimiento que iba a dominar gran parte del mundo conocido.
La dinastía Tudor empezó con el matrimonio secreto entre Owen Tudor (un pro-inglés de Owain ap Maredudd ap Tudur), descendiente de Ednyfed Fychan, poderoso senescal del reino de Gwynedd en tiempos de Llywelyn el Grande; y Catalina de Valois viuda del rey Enrique V de Inglaterra. La dinastía adquirió su poder cuando Enrique Tudor se convirtió en rey de Inglaterra bajo el nombre de Enrique VII. Enrique Tudor, por su madre, una Plantagenet, descendía del rey Eduardo III; además él se casó en 1486 con la hija mayor del rey Eduardo IV, Isabel Plantagenet.
Enrique VII hizo desaparecer en 1499 al conde de Warwick, Eduardo (1475-1499), último descendiente varón de la casa Plantagenet. El reinado de la dinastía se acabó cuando la reina Isabel I murió sin descendencia.
La sucesión de Isabel I recayó en su sobrino el rey Jacobo VI de Escocia que reinó también como Jacobo I de Inglaterra. Jacobo era bisnieto de Margarita Tudor, que era hija de Enrique VII. Se convirtió en el primer representante de la Casa de Estuardo de los reyes de Inglaterra.

## Los Tudor, monarcas ingleses

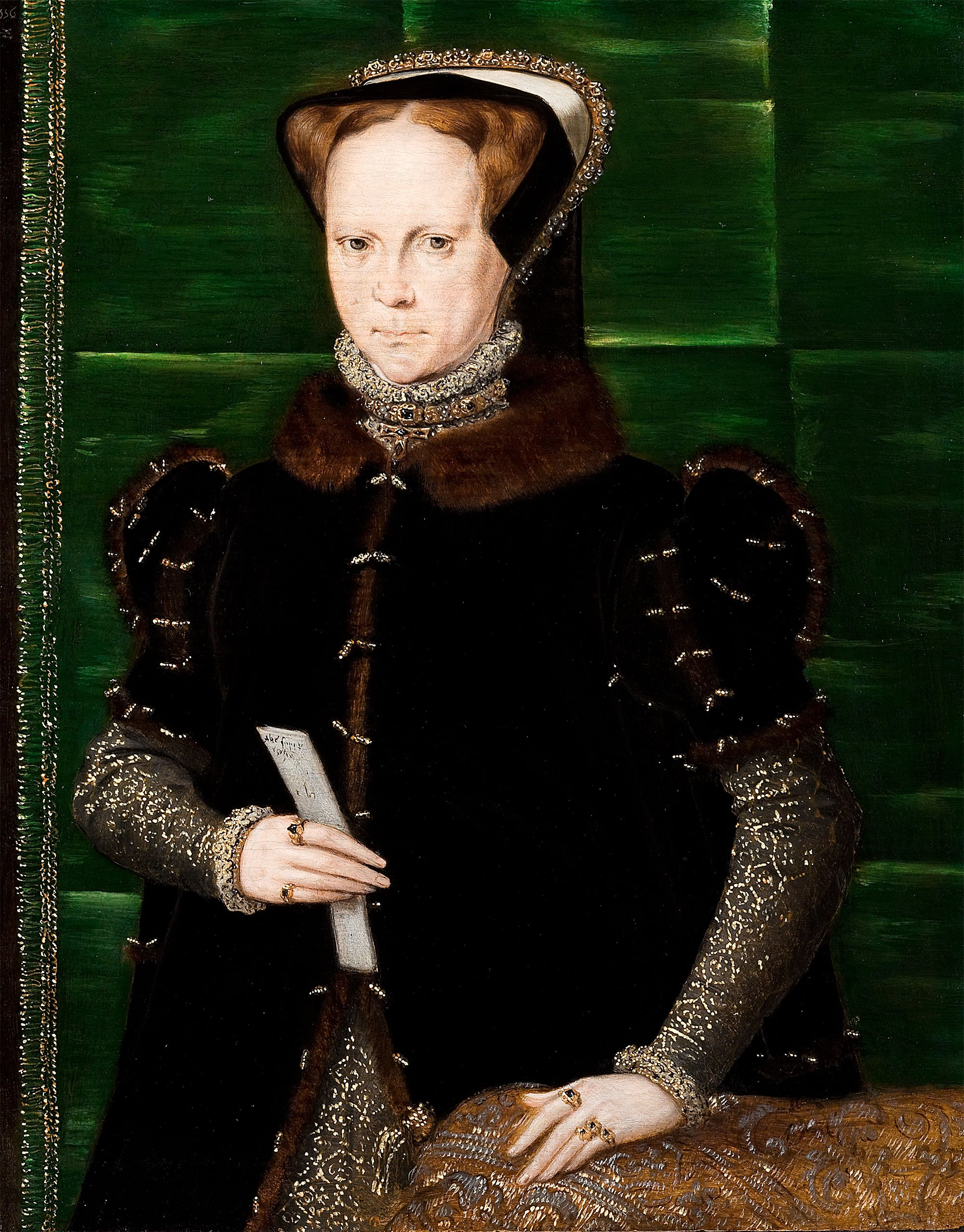
María I

Los monarcas de la familia Tudor, por orden de sucesión al trono, fueron:
- Enrique VII que reinó de 1485 a 1509, puso fin a la guerra de las Dos Rosas venciendo a Ricardo III en la batalla de Bosworth.
- Enrique VIII, hijo de Enrique VII, que reinó de 1509 a 1547. Se casó seis veces y ejerció el poder más absoluto entre todos los monarcas ingleses. Entre los hechos más notables de su reinado se incluyen la ruptura con la Iglesia católica y el establecimiento del monarca como jefe supremo de la Iglesia de Inglaterra (Iglesia anglicana), la disolución de los monasterios y la unión de Inglaterra con Gales.
- Eduardo VI, hijo de Enrique VIII, que reinó de 1547 a 1553.
- Juana I, que reinó una semana en 1553. Era hija de una sobrina de Enrique VIII y por lo tanto bisnieta de Enrique VII.
- María I, la mayor de las hijas de Enrique VIII, que reinó de 1553 a 1558. Fue la segunda esposa de Felipe II, rey de España.
- Isabel I, segunda hija de Enrique VIII, que reinó de 1558 a 1603. Conocida como la reina virgen. Las tierras descubiertas por los ingleses en América recibieron por ella el nombre de Virginia.

### Otros miembros de la dinastía

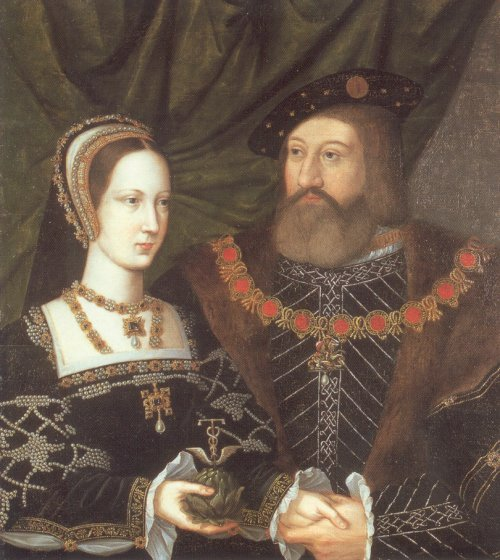
María Tudor junto a su segundo esposo Charles Brandon.

La bisnieta de Enrique VII, la protestante Juana Grey, sucedió a Eduardo VI según los últimos deseos de este; el rey deseaba apartar a su hermana, la católica María I, del trono de Inglaterra. Juana Grey reinó sólo nueve días antes de ser destituida y ejecutada por María I junto con su marido Lord Guilford Dudley, hijo de John Dudley, primer duque de Northumberland. Juana Grey era nieta de María Tudor, hija de Frances Brandon, una sobrina de Enrique VIII.

## El período Tudor
El período histórico Tudor refleja habitualmente el período del Renacimiento inglés. Ocasionalmente, el término es utilizado frecuentemente para caracterizar el reinado de Isabel I, aunque generalmente este período sea tratado por separado de la época isabelina. El reino de los Tudor en Inglaterra está unido sin embargo a incansables conflictos con la Casa de Estuardo, familia real de Escocia que consagraba un odio sin igual contra la monarquía de los Tudor. Son por otra parte los Estuardo los que sucederán a los Tudor, en 1603, por el advenimiento de Jacobo VI de Escocia, hijo de la reina María Estuardo.
Para los ingleses, la expresión evoca a la vez un estilo arquitectónico y un período particularmente animado en el plano político, cultural y artístico. A pesar de los graves problemas religiosos que marcaron los años 1529-1558 en el momento de la reforma en Inglaterra, el período Tudor ve el emerger de Inglaterra como poder político y marítimo, el principio de la expansión colonial inglesa y el nacimiento de una brillante literatura inglesa.

## Genealogía
Como puede observarse en el cuadro adjunto, Enrique Tudor (fundador de la dinastía como Enrique VII) era un miembro colateral de la casa de Lancaster por su madre Margarita Beaufort. Por su matrimonio con Isabel de York emparentó con la casa rival de los York, lo que justifica su emblema, que combinaba la rosa roja de los Lancaster con la blanca de los York.
En consecuencia, Enrique VIII descendía tanto de Juan de Gante, antepasado de los Lancaster, como de Edmundo de Langley, antepasado de los York, siendo ambos hijos del rey Eduardo III.
Por otra parte, Juana Grey, la "reina de los nueve días" en 1553, no pertenecía a la casa Tudor, aunque se la suele incluir en la dinastía.

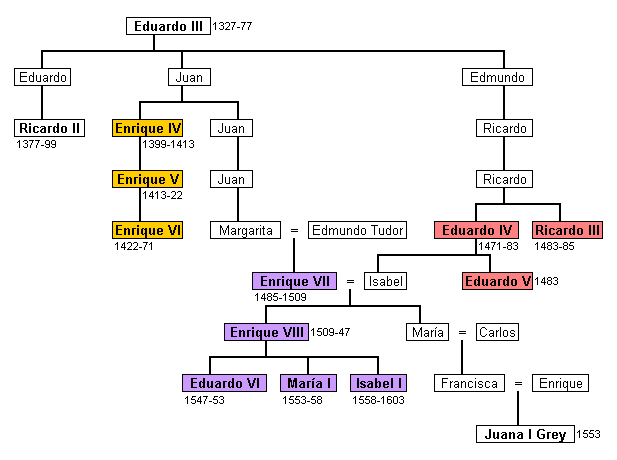
Árbol genealógico de los reyes de Inglaterra de las casas de Lancaster (en amarillo), York (en rojo) y Tudor (en morado).

## Cronología de los monarcas de la Casa Tudor
| Imagen | Escudo | Nombre | Monarca desde           | Monarca hasta           |
| ------ | ------ | --- | ----------------------- | ----------------------- |
|        |        | Enrique VII Reina consorte Isabel de York                                                                            | 22 de agosto de 1485    | 21 de abril de 1509     |
|        |        | Enrique VIII Reinas consortes Catalina de Aragón Ana Bolena Jane Seymour Ana de Cleves Catalina Howard Catalina Parr | 21 de abril de 1509     | 28 de enero de 1547     |
|        |        | Eduardo VI | 28 de enero de 1547     | 6 de julio de 1553      |
|        |        | Juana I Consorte Guilford Dudley                                                                                     | 6/10 de julio de 1553   | 19 de julio de 1553     |
|        |        | María I Junto al rey jure uxoris Felipe I (II de España) desde 1554                                                  | 19 de julio de 1553     | 17 de noviembre de 1558 |
|        |        | Isabel I | 17 de noviembre de 1558 | 24 de marzo de 1603     |

## En la literatura y el cine
- La época Tudor forma parte de los periodos históricos más populares de la literatura y la leyenda inglesa.

La casa Tudor proporcionó particularmente toda una serie de coloridos personajes de los que se apoderaron los poetas, los dramaturgos y más tarde los novelistas y los cineastas. Desde el siglo XVI, la ascensión al trono del primer rey de la dinastía, Enrique VII es puesto en escena en Ricardo III de Shakespeare. Enrique VIII, pieza atribuida a Shakespeare y John Fletcher ve el nacimiento de la reina Isabel I. El martirólogo protestante, John Foxe, estará en el origen de la leyenda negra de María Tudor con Acts and Monuments, mientras que sir Edmund Spenser forja la leyenda dorada de Isabel I con la "gloria" del poema épico The Faerie Queene (La reina de las hadas) que inspirará más tarde Gloriana, ópera en tres actos de Benjamin Britten, libreto de William Plomer, extraída de Elizabeth and Essex: A Tragic History de Lytton Strachey y estrenada en Londres en 1953. Su personaje conoce sin embargo un eclipse en la novela del siglo XX en la que a menudo es presentada como una viuda despótica.
Eduardo VI aparece en la novela de Mark Twain, El príncipe y el mendigo. En la actualidad autores como Philippa Gregory, Laurien Gardner o Robin Maxwell continúan explotando la veta Tudor con éxito.
- En el siglo XX y a principios del siglo XXI, numerosos dramas radiofónicos, documentales televisivos, miniseries y largometrajes perpetúan la leyenda de los reyes Tudor:

El más popular es sin duda Enrique VIII del que los artistas subrayan su carácter despótico: A Man for All Seasons de Robert Bolt, pieza escrita para la radio luego adaptada para el teatro (1954) inspira la película del mismo nombre de Fred Zinnemann, en 1966, y posteriormente un telefilme de 1988 con Charlton Heston. Su poligamia es una fuente dramática inagotable: Anne of the Thousand Days (1969) de Charles Jarrott, Henry VIII And His Six Wives de Waris Hussein (1972), Henry VIII telefilme de la BBC (1979), The Wives of Henry VIII (2001) de Andy Rashleigh, The Six Wives Of Henry VIII serie televisiva (docudrama) de David Starkey (2003), Henry VIII (2003) de Pete Travis.
Enrique VII, Eduardo VI y María apenas inspiran a los autores, mientras que Isabel es la gran favorita con Elizabeth R, miniserie para la BBC (1971) de Donald McWhinnie y Richard Martin con Glenda Jackson, Elizabeth I de Shekhar Kapur con Cate Blanchett (1998) que la presenta más bien como una víctima y su secuela: Elizabeth: The Golden Age (2007) con Cate Blanchett, The Virgin Queen de Coky Giedroyc (2006). Shakespeare in Love (1999) de John Madden, con Joseph Fiennes y Gwyneth Paltrow recupera al personaje de la vieja áspera y desapacible en el trato.
La reina de nueve días, Jane Grey (Juana I), es la heroína de Lady Jane (1985) de Jane Lapotaire.
The Other Boleyn Girl (en español, Las hermanas Bolena, La otra reina o La otra Bolena) es una película histórica de 2008 dirigida por Justin Chadwick.
El filme es una adaptación cinematográfica de la novela homónima de Philippa Gregory y del telefilm de la BBC también basado en el libro. La historia se centra en la vida sentimental de la aristócrata británica del siglo XVI, María Bolena, hermana de Ana Bolena y una vez amante del Rey Enrique VIII de Inglaterra.
En 1973 el tecladista británico Richard Christopher Wakeman (más conocido como Rick Wakeman) sacó a la luz el álbum "Las seis esposas de Enrique VIII".
Finalmente, capitalizando la popularidad de la familia Tudor, Showtime estrenó en 2007 una serie, The Tudors, escrita por Michael Hirst con Jonathan Rhys-Meyers encarnando el papel de Enrique VIII.
Recientemente la cadena Starz ha hecho una serie sobre la llegada al trono de Enrique VII y las distintas intrigas por derrocarle. Con el título de The White Princess (en español, La princesa blanca), ha tenido una primera temporada de 8 capítulos, basada en la novela de Philippa Gregory y secuela de The White Queen. En España recibió fuertes críticas por la escena del capítulo 6 en la que son recibidos en la Corte Española de los Reyes Católicos con una performance "flamenca" poco propia del s. XV y completamente estereotipada.

## Árbol genealógico
En el siguiente árbol genealógico se usa la siguiente anotación:
- —— Las líneas sólidas señalan los legítimos descendientes;
- - - - - Las líneas de rayas señala un matrimonio;
- ······ Las líneas de puntos señalan una relación no legitimada y descendientes ilegítimos.
- Los recuadros se sombrean según la pertenecía a las siguientes casa reales:

 Casa de Plantagenet 
 Casa de Lancaster (1399-1461, 1470-1471)  
 Casa de York (1461-1470, 1471-1485)  
 Casa de Tudor (1485-1603)  
 Casa de Estuardo (1603 en adelante)  
- En una línea por debajo de los monarcas (en negrilla y versalita) aparecen entre paréntesis varias fechas que indican: año nacimiento-años reinado (en negrilla)-año de fallecimiento; p.e.:, «(?-925-926-932)», hace refenecia a una persona nacida en fecha desconocida, que entre 925-926 fue gobernante y que falleció en 932).
- Los recuadros regruesados en rojo que destacan a los reyes de Inglaterra; en morado, los reyes de Escocia y en azul, otros reyes.
- , símbolo gráfico para señalar a un rey; la imagen de la corona es genérica.

| Rey/reina de Inglaterra (Tudor) | Rey de Inglaterra (otras casas) | Rey/reina de Escocia | Rey/reina de España | Rey de Francia (Valois) | – Duque de York |
|  |  |

|                                                                      |                                                                      |                                                                      |                                                                      |                                                                      |                                                                      |                                                               |                                                               |                                                               |                                                               |                                                         |                                                         |                                                         |                                                         |  |  |                                                                       |                                                                       |                                                                       |                                                                       |                                                                       |                                                                       |                                               |                                               |                                               |                                               |                                             |                                             |                                             |                                             |  |  |                                                         |                                                         | Eduardo III (1312-1327-1377)                            |                                                         |                                                         |                                                         |  |  |                                                |                                                |                                                |                                                |                                                 |                                                 |                                                 |                                                 |                                                    |                                                    |                                                    |                                                    |                                                    |                                                    |                                          |                                          |                                                  |                                                  |                                                  |                                                  |                                                          |                                                          |                                                          |                                                          |                                                          |                                                          |                                                    |                                                    |                                                    |                                                    |  |  |                                                        |                                                        |                                                        |                                                        |                                                        |                                                        |                              |                              |                              |                              |  |  |  |  |  |  |  |  |
|                                                                      |                                                                      |                                                                      |                                                                      |                                                                      |                                                                      |                                                               |                                                               |                                                               |                                                               |                                                         |                                                         |                                                         |                                                         |  |  |                                                                       |                                                                       |                                                                       |                                                                       |                                                                       |                                                                       |                                               |                                               |                                               |                                               |                                             |                                             |                                             |                                             |  |  |                                                         |                                                         |                                                         |                                                         |                                                         |                                                         |  |  |                                                |                                                |                                                |                                                |                                                 |                                                 |                                                 |                                                 |                                                    |                                                    |                                                    |                                                    |                                                    |                                                    |                                          |                                          |                                                  |                                                  |                                                  |                                                  |                                                          |                                                          |                                                          |                                                          |                                                          |                                                          |                                                    |                                                    |                                                    |                                                    |  |  |                                                        |                                                        |                                                        |                                                        |                                                        |                                                        |                              |                              |                              |                              |  |  |  |  |  |  |  |  |
|                                                                      |                                                                      |                                                                      |                                                                      |                                                                      |                                                                      |                                                               |                                                               |                                                               |                                                               |                                                         |                                                         |                                                         |                                                         |  |  |                                                                       |                                                                       |                                                                       |                                                                       |                                                                       |                                                                       |                                               |                                               |                                               |                                               |                                             |                                             |                                             |                                             |  |  |                                                         |                                                         |                                                         |                                                         |                                                         |                                                         |  |  |                                                |                                                |                                                |                                                |                                                 |                                                 |                                                 |                                                 |                                                    |                                                    |                                                    |                                                    |                                                    |                                                    |                                          |                                          |                                                  |                                                  |                                                  |                                                  |                                                          |                                                          |                                                          |                                                          |                                                          |                                                          |                                                    |                                                    |                                                    |                                                    |  |  |                                                        |                                                        |                                                        |                                                        |                                                        |                                                        |                              |                              |                              |                              |  |  |  |  |  |  |  |  |
| Eduardo de Woodstock Príncipe de Gales el príncipe Negro (1330-1376) | Eduardo de Woodstock Príncipe de Gales el príncipe Negro (1330-1376) | Eduardo de Woodstock Príncipe de Gales el príncipe Negro (1330-1376) | Eduardo de Woodstock Príncipe de Gales el príncipe Negro (1330-1376) | Eduardo de Woodstock Príncipe de Gales el príncipe Negro (1330-1376) | Eduardo de Woodstock Príncipe de Gales el príncipe Negro (1330-1376) |                                                               |                                                               | Blanca de Lancaster (1345-1369)                               | Blanca de Lancaster (1345-1369)                               | Blanca de Lancaster (1345-1369)                         | Blanca de Lancaster (1345-1369)                         | Blanca de Lancaster (1345-1369)                         | Blanca de Lancaster (1345-1369)                         |  |  | Juan de Gante Duque de Lancaster (1340-1399)                          | Juan de Gante Duque de Lancaster (1340-1399)                          | Juan de Gante Duque de Lancaster (1340-1399)                          | Juan de Gante Duque de Lancaster (1340-1399)                          | Juan de Gante Duque de Lancaster (1340-1399)                          | Juan de Gante Duque de Lancaster (1340-1399)                          |                                               |                                               | Catalina Swynford (1350-1403)                 | Catalina Swynford (1350-1403)                 | Catalina Swynford (1350-1403)               | Catalina Swynford (1350-1403)               | Catalina Swynford (1350-1403)               | Catalina Swynford (1350-1403)               |  |  |                                                         |                                                         |                                                         |                                                         |                                                         |                                                         |  |  |                                                |                                                |                                                |                                                |                                                 |                                                 |                                                 |                                                 | Leonel de Amberes Duque de Clarence (1338-1368)    | Leonel de Amberes Duque de Clarence (1338-1368)    | Leonel de Amberes Duque de Clarence (1338-1368)    | Leonel de Amberes Duque de Clarence (1338-1368)    | Leonel de Amberes Duque de Clarence (1338-1368)    | Leonel de Amberes Duque de Clarence (1338-1368)    |                                          |                                          | Edmundo de Langley I Duque de York (1341-1402)   | Edmundo de Langley I Duque de York (1341-1402)   | Edmundo de Langley I Duque de York (1341-1402)   | Edmundo de Langley I Duque de York (1341-1402)   | Edmundo de Langley I Duque de York (1341-1402)           | Edmundo de Langley I Duque de York (1341-1402)           |                                                          |                                                          | Tomás de Woodstock Duque de Gloucester (1355-1397)       | Tomás de Woodstock Duque de Gloucester (1355-1397)       | Tomás de Woodstock Duque de Gloucester (1355-1397) | Tomás de Woodstock Duque de Gloucester (1355-1397) | Tomás de Woodstock Duque de Gloucester (1355-1397) | Tomás de Woodstock Duque de Gloucester (1355-1397) |  |  |                                                        |                                                        |                                                        |                                                        |                                                        |                                                        |                              |                              |                              |                              |  |  |  |  |  |  |  |  |
| Eduardo de Woodstock Príncipe de Gales el príncipe Negro (1330-1376) | Eduardo de Woodstock Príncipe de Gales el príncipe Negro (1330-1376) | Eduardo de Woodstock Príncipe de Gales el príncipe Negro (1330-1376) | Eduardo de Woodstock Príncipe de Gales el príncipe Negro (1330-1376) | Eduardo de Woodstock Príncipe de Gales el príncipe Negro (1330-1376) | Eduardo de Woodstock Príncipe de Gales el príncipe Negro (1330-1376) |                                                               |                                                               | Blanca de Lancaster (1345-1369)                               | Blanca de Lancaster (1345-1369)                               | Blanca de Lancaster (1345-1369)                         | Blanca de Lancaster (1345-1369)                         | Blanca de Lancaster (1345-1369)                         | Blanca de Lancaster (1345-1369)                         |  |  | Juan de Gante Duque de Lancaster (1340-1399)                          | Juan de Gante Duque de Lancaster (1340-1399)                          | Juan de Gante Duque de Lancaster (1340-1399)                          | Juan de Gante Duque de Lancaster (1340-1399)                          | Juan de Gante Duque de Lancaster (1340-1399)                          | Juan de Gante Duque de Lancaster (1340-1399)                          |                                               |                                               | Catalina Swynford (1350-1403)                 | Catalina Swynford (1350-1403)                 | Catalina Swynford (1350-1403)               | Catalina Swynford (1350-1403)               | Catalina Swynford (1350-1403)               | Catalina Swynford (1350-1403)               |  |  |                                                         |                                                         |                                                         |                                                         |                                                         |                                                         |  |  |                                                |                                                |                                                |                                                |                                                 |                                                 |                                                 |                                                 | Leonel de Amberes Duque de Clarence (1338-1368)    | Leonel de Amberes Duque de Clarence (1338-1368)    | Leonel de Amberes Duque de Clarence (1338-1368)    | Leonel de Amberes Duque de Clarence (1338-1368)    | Leonel de Amberes Duque de Clarence (1338-1368)    | Leonel de Amberes Duque de Clarence (1338-1368)    |                                          |                                          | Edmundo de Langley I Duque de York (1341-1402)   | Edmundo de Langley I Duque de York (1341-1402)   | Edmundo de Langley I Duque de York (1341-1402)   | Edmundo de Langley I Duque de York (1341-1402)   | Edmundo de Langley I Duque de York (1341-1402)           | Edmundo de Langley I Duque de York (1341-1402)           |                                                          |                                                          | Tomás de Woodstock Duque de Gloucester (1355-1397)       | Tomás de Woodstock Duque de Gloucester (1355-1397)       | Tomás de Woodstock Duque de Gloucester (1355-1397) | Tomás de Woodstock Duque de Gloucester (1355-1397) | Tomás de Woodstock Duque de Gloucester (1355-1397) | Tomás de Woodstock Duque de Gloucester (1355-1397) |  |  |                                                        |                                                        |                                                        |                                                        |                                                        |                                                        |                              |                              |                              |                              |  |  |  |  |  |  |  |  |
|                                                                      |                                                                      |                                                                      |                                                                      |                                                                      |                                                                      |                                                               |                                                               |                                                               |                                                               |                                                         |                                                         |                                                         |                                                         |  |  |                                                                       |                                                                       |                                                                       |                                                                       |                                                                       |                                                                       |                                               |                                               |                                               |                                               |                                             |                                             |                                             |                                             |  |  |                                                         |                                                         |                                                         |                                                         |                                                         |                                                         |  |  |                                                |                                                |                                                |                                                |                                                 |                                                 |                                                 |                                                 |                                                    |                                                    |                                                    |                                                    |                                                    |                                                    |                                          |                                          |                                                  |                                                  |                                                  |                                                  |                                                          |                                                          |                                                          |                                                          |                                                          |                                                          |                                                    |                                                    |                                                    |                                                    |  |  |                                                        |                                                        |                                                        |                                                        |                                                        |                                                        |                              |                              |                              |                              |  |  |  |  |  |  |  |  |
|                                                                      |                                                                      |                                                                      |                                                                      |                                                                      |                                                                      |                                                               |                                                               |                                                               |                                                               |                                                         |                                                         |                                                         |                                                         |  |  |                                                                       |                                                                       |                                                                       |                                                                       |                                                                       |                                                                       |                                               |                                               |                                               |                                               |                                             |                                             |                                             |                                             |  |  |                                                         |                                                         |                                                         |                                                         |                                                         |                                                         |  |  |                                                |                                                |                                                |                                                |                                                 |                                                 |                                                 |                                                 |                                                    |                                                    |                                                    |                                                    |                                                    |                                                    |                                          |                                          |                                                  |                                                  |                                                  |                                                  |                                                          |                                                          |                                                          |                                                          |                                                          |                                                          |                                                    |                                                    |                                                    |                                                    |  |  |                                                        |                                                        |                                                        |                                                        |                                                        |                                                        |                              |                              |                              |                              |  |  |  |  |  |  |  |  |
| Ricardo II (1367-1377-1399-1400)                                     | Ricardo II (1367-1377-1399-1400)                                     | Ricardo II (1367-1377-1399-1400)                                     | Ricardo II (1367-1377-1399-1400)                                     | Ricardo II (1367-1377-1399-1400)                                     | Ricardo II (1367-1377-1399-1400)                                     |                                                               |                                                               | Enrique IV (1367-1399-1413)                                   | Enrique IV (1367-1399-1413)                                   | Enrique IV (1367-1399-1413)                             | Enrique IV (1367-1399-1413)                             | Enrique IV (1367-1399-1413)                             | Enrique IV (1367-1399-1413)                             |  |  | Carlos VI de Francia (1368-1380-1422)                                 | Carlos VI de Francia (1368-1380-1422)                                 | Carlos VI de Francia (1368-1380-1422)                                 | Carlos VI de Francia (1368-1380-1422)                                 | Carlos VI de Francia (1368-1380-1422)                                 | Carlos VI de Francia (1368-1380-1422)                                 |                                               |                                               | Maredudd ap Tudor (?-c. 1406)                 | Maredudd ap Tudor (?-c. 1406)                 | Maredudd ap Tudor (?-c. 1406)               | Maredudd ap Tudor (?-c. 1406)               | Maredudd ap Tudor (?-c. 1406)               | Maredudd ap Tudor (?-c. 1406)               |  |  | Juan Beaufort I conde de Somerset (1373-1410)           | Juan Beaufort I conde de Somerset (1373-1410)           | Juan Beaufort I conde de Somerset (1373-1410)           | Juan Beaufort I conde de Somerset (1373-1410)           | Juan Beaufort I conde de Somerset (1373-1410)           | Juan Beaufort I conde de Somerset (1373-1410)           |  |  | Edmund Mortimer III Conde de March (1352-1381) | Edmund Mortimer III Conde de March (1352-1381) | Edmund Mortimer III Conde de March (1352-1381) | Edmund Mortimer III Conde de March (1352-1381) | Edmund Mortimer III Conde de March (1352-1381)  | Edmund Mortimer III Conde de March (1352-1381)  |                                                 |                                                 | Felipa de Clarence V Condesa de Ulster (1355-1382) | Felipa de Clarence V Condesa de Ulster (1355-1382) | Felipa de Clarence V Condesa de Ulster (1355-1382) | Felipa de Clarence V Condesa de Ulster (1355-1382) | Felipa de Clarence V Condesa de Ulster (1355-1382) | Felipa de Clarence V Condesa de Ulster (1355-1382) |                                          |                                          | Eduardo de York II Duque de York (1373-1415)     | Eduardo de York II Duque de York (1373-1415)     | Eduardo de York II Duque de York (1373-1415)     | Eduardo de York II Duque de York (1373-1415)     | Eduardo de York II Duque de York (1373-1415)             | Eduardo de York II Duque de York (1373-1415)             |                                                          |                                                          |                                                          |                                                          |                                                    |                                                    |                                                    |                                                    |  |  |                                                        |                                                        |                                                        |                                                        |                                                        |                                                        |                              |                              |                              |                              |  |  |  |  |  |  |  |  |
| Ricardo II (1367-1377-1399-1400)                                     | Ricardo II (1367-1377-1399-1400)                                     | Ricardo II (1367-1377-1399-1400)                                     | Ricardo II (1367-1377-1399-1400)                                     | Ricardo II (1367-1377-1399-1400)                                     | Ricardo II (1367-1377-1399-1400)                                     |                                                               |                                                               | Enrique IV (1367-1399-1413)                                   | Enrique IV (1367-1399-1413)                                   | Enrique IV (1367-1399-1413)                             | Enrique IV (1367-1399-1413)                             | Enrique IV (1367-1399-1413)                             | Enrique IV (1367-1399-1413)                             |  |  | Carlos VI de Francia (1368-1380-1422)                                 | Carlos VI de Francia (1368-1380-1422)                                 | Carlos VI de Francia (1368-1380-1422)                                 | Carlos VI de Francia (1368-1380-1422)                                 | Carlos VI de Francia (1368-1380-1422)                                 | Carlos VI de Francia (1368-1380-1422)                                 |                                               |                                               | Maredudd ap Tudor (?-c. 1406)                 | Maredudd ap Tudor (?-c. 1406)                 | Maredudd ap Tudor (?-c. 1406)               | Maredudd ap Tudor (?-c. 1406)               | Maredudd ap Tudor (?-c. 1406)               | Maredudd ap Tudor (?-c. 1406)               |  |  | Juan Beaufort I conde de Somerset (1373-1410)           | Juan Beaufort I conde de Somerset (1373-1410)           | Juan Beaufort I conde de Somerset (1373-1410)           | Juan Beaufort I conde de Somerset (1373-1410)           | Juan Beaufort I conde de Somerset (1373-1410)           | Juan Beaufort I conde de Somerset (1373-1410)           |  |  | Edmund Mortimer III Conde de March (1352-1381) | Edmund Mortimer III Conde de March (1352-1381) | Edmund Mortimer III Conde de March (1352-1381) | Edmund Mortimer III Conde de March (1352-1381) | Edmund Mortimer III Conde de March (1352-1381)  | Edmund Mortimer III Conde de March (1352-1381)  |                                                 |                                                 | Felipa de Clarence V Condesa de Ulster (1355-1382) | Felipa de Clarence V Condesa de Ulster (1355-1382) | Felipa de Clarence V Condesa de Ulster (1355-1382) | Felipa de Clarence V Condesa de Ulster (1355-1382) | Felipa de Clarence V Condesa de Ulster (1355-1382) | Felipa de Clarence V Condesa de Ulster (1355-1382) |                                          |                                          | Eduardo de York II Duque de York (1373-1415)     | Eduardo de York II Duque de York (1373-1415)     | Eduardo de York II Duque de York (1373-1415)     | Eduardo de York II Duque de York (1373-1415)     | Eduardo de York II Duque de York (1373-1415)             | Eduardo de York II Duque de York (1373-1415)             |                                                          |                                                          |                                                          |                                                          |                                                    |                                                    |                                                    |                                                    |  |  |                                                        |                                                        |                                                        |                                                        |                                                        |                                                        |                              |                              |                              |                              |  |  |  |  |  |  |  |  |
|                                                                      |                                                                      |                                                                      |                                                                      |                                                                      |                                                                      |                                                               |                                                               |                                                               |                                                               |                                                         |                                                         |                                                         |                                                         |  |  |                                                                       |                                                                       |                                                                       |                                                                       |                                                                       |                                                                       |                                               |                                               |                                               |                                               |                                             |                                             |                                             |                                             |  |  |                                                         |                                                         |                                                         |                                                         |                                                         |                                                         |  |  |                                                |                                                |                                                |                                                |                                                 |                                                 |                                                 |                                                 |                                                    |                                                    |                                                    |                                                    |                                                    |                                                    |                                          |                                          |                                                  |                                                  |                                                  |                                                  |                                                          |                                                          |                                                          |                                                          |                                                          |                                                          |                                                    |                                                    |                                                    |                                                    |  |  |                                                        |                                                        |                                                        |                                                        |                                                        |                                                        |                              |                              |                              |                              |  |  |  |  |  |  |  |  |
|                                                                      |                                                                      |                                                                      |                                                                      |                                                                      |                                                                      |                                                               |                                                               | Enrique V (1386--1413-1422)                                   | Enrique V (1386--1413-1422)                                   | Enrique V (1386--1413-1422)                             | Enrique V (1386--1413-1422)                             | Enrique V (1386--1413-1422)                             | Enrique V (1386--1413-1422)                             |  |  | Catalina de Valois (1401-1437)                                        | Catalina de Valois (1401-1437)                                        | Catalina de Valois (1401-1437)                                        | Catalina de Valois (1401-1437)                                        | Catalina de Valois (1401-1437)                                        | Catalina de Valois (1401-1437)                                        |                                               |                                               | Owen Tudor (1400-1461)                        | Owen Tudor (1400-1461)                        | Owen Tudor (1400-1461)                      | Owen Tudor (1400-1461)                      | Owen Tudor (1400-1461)                      | Owen Tudor (1400-1461)                      |  |  | Juan Beaufort I duque de Somerset ((1404-1444)          | Juan Beaufort I duque de Somerset ((1404-1444)          | Juan Beaufort I duque de Somerset ((1404-1444)          | Juan Beaufort I duque de Somerset ((1404-1444)          | Juan Beaufort I duque de Somerset ((1404-1444)          | Juan Beaufort I duque de Somerset ((1404-1444)          |  |  |                                                |                                                |                                                |                                                | Roger de Mortimer IV Conde de March (1374-1398) | Roger de Mortimer IV Conde de March (1374-1398) | Roger de Mortimer IV Conde de March (1374-1398) | Roger de Mortimer IV Conde de March (1374-1398) | Roger de Mortimer IV Conde de March (1374-1398)    | Roger de Mortimer IV Conde de March (1374-1398)    |                                                    |                                                    |                                                    |                                                    |                                          |                                          |                                                  |                                                  |                                                  |                                                  |                                                          |                                                          |                                                          |                                                          |                                                          |                                                          |                                                    |                                                    |                                                    |                                                    |  |  |                                                        |                                                        |                                                        |                                                        |                                                        |                                                        |                              |                              |                              |                              |  |  |  |  |  |  |  |  |
|                                                                      |                                                                      |                                                                      |                                                                      |                                                                      |                                                                      |                                                               |                                                               | Enrique V (1386--1413-1422)                                   | Enrique V (1386--1413-1422)                                   | Enrique V (1386--1413-1422)                             | Enrique V (1386--1413-1422)                             | Enrique V (1386--1413-1422)                             | Enrique V (1386--1413-1422)                             |  |  | Catalina de Valois (1401-1437)                                        | Catalina de Valois (1401-1437)                                        | Catalina de Valois (1401-1437)                                        | Catalina de Valois (1401-1437)                                        | Catalina de Valois (1401-1437)                                        | Catalina de Valois (1401-1437)                                        |                                               |                                               | Owen Tudor (1400-1461)                        | Owen Tudor (1400-1461)                        | Owen Tudor (1400-1461)                      | Owen Tudor (1400-1461)                      | Owen Tudor (1400-1461)                      | Owen Tudor (1400-1461)                      |  |  | Juan Beaufort I duque de Somerset ((1404-1444)          | Juan Beaufort I duque de Somerset ((1404-1444)          | Juan Beaufort I duque de Somerset ((1404-1444)          | Juan Beaufort I duque de Somerset ((1404-1444)          | Juan Beaufort I duque de Somerset ((1404-1444)          | Juan Beaufort I duque de Somerset ((1404-1444)          |  |  |                                                |                                                |                                                |                                                | Roger de Mortimer IV Conde de March (1374-1398) | Roger de Mortimer IV Conde de March (1374-1398) | Roger de Mortimer IV Conde de March (1374-1398) | Roger de Mortimer IV Conde de March (1374-1398) | Roger de Mortimer IV Conde de March (1374-1398)    | Roger de Mortimer IV Conde de March (1374-1398)    |                                                    |                                                    |                                                    |                                                    |                                          |                                          |                                                  |                                                  |                                                  |                                                  |                                                          |                                                          |                                                          |                                                          |                                                          |                                                          |                                                    |                                                    |                                                    |                                                    |  |  |                                                        |                                                        |                                                        |                                                        |                                                        |                                                        |                              |                              |                              |                              |  |  |  |  |  |  |  |  |
|                                                                      |                                                                      |                                                                      |                                                                      |                                                                      |                                                                      |                                                               |                                                               |                                                               |                                                               |                                                         |                                                         |                                                         |                                                         |  |  |                                                                       |                                                                       |                                                                       |                                                                       |                                                                       |                                                                       |                                               |                                               |                                               |                                               |                                             |                                             |                                             |                                             |  |  |                                                         |                                                         |                                                         |                                                         |                                                         |                                                         |  |  |                                                |                                                |                                                |                                                |                                                 |                                                 |                                                 |                                                 |                                                    |                                                    |                                                    |                                                    |                                                    |                                                    |                                          |                                          |                                                  |                                                  |                                                  |                                                  |                                                          |                                                          |                                                          |                                                          |                                                          |                                                          |                                                    |                                                    |                                                    |                                                    |  |  |                                                        |                                                        |                                                        |                                                        |                                                        |                                                        |                              |                              |                              |                              |  |  |  |  |  |  |  |  |
|                                                                      |                                                                      |                                                                      |                                                                      |                                                                      |                                                                      |                                                               |                                                               |                                                               |                                                               |                                                         |                                                         |                                                         |                                                         |  |  |                                                                       |                                                                       |                                                                       |                                                                       |                                                                       |                                                                       |                                               |                                               |                                               |                                               |                                             |                                             |                                             |                                             |  |  |                                                         |                                                         |                                                         |                                                         |                                                         |                                                         |  |  |                                                |                                                |                                                |                                                |                                                 |                                                 |                                                 |                                                 |                                                    |                                                    |                                                    |                                                    |                                                    |                                                    |                                          |                                          |                                                  |                                                  |                                                  |                                                  |                                                          |                                                          |                                                          |                                                          |                                                          |                                                          |                                                    |                                                    |                                                    |                                                    |  |  |                                                        |                                                        |                                                        |                                                        |                                                        |                                                        |                              |                              |                              |                              |  |  |  |  |  |  |  |  |
|                                                                      |                                                                      |                                                                      |                                                                      |                                                                      |                                                                      |                                                               |                                                               | Enrique VI >(1421-1422-1461, 1470-1471)                       | Enrique VI >(1421-1422-1461, 1470-1471)                       | Enrique VI >(1421-1422-1461, 1470-1471)                 | Enrique VI >(1421-1422-1461, 1470-1471)                 | Enrique VI >(1421-1422-1461, 1470-1471)                 | Enrique VI >(1421-1422-1461, 1470-1471)                 |  |  |                                                                       |                                                                       |                                                                       |                                                                       | Edmundo Tudor I conde de Richmond (1430-1456)                         | Edmundo Tudor I conde de Richmond (1430-1456)                         | Edmundo Tudor I conde de Richmond (1430-1456) | Edmundo Tudor I conde de Richmond (1430-1456) | Edmundo Tudor I conde de Richmond (1430-1456) | Edmundo Tudor I conde de Richmond (1430-1456) |                                             |                                             |                                             |                                             |  |  | Margarita Beaufort, condesa de Richmond y de Derby      | Margarita Beaufort, condesa de Richmond y de Derby      | Margarita Beaufort, condesa de Richmond y de Derby      | Margarita Beaufort, condesa de Richmond y de Derby      | Margarita Beaufort, condesa de Richmond y de Derby      | Margarita Beaufort, condesa de Richmond y de Derby      |  |  | Edmundo Mortimer V Conde de March (1391-1425)  | Edmundo Mortimer V Conde de March (1391-1425)  | Edmundo Mortimer V Conde de March (1391-1425)  | Edmundo Mortimer V Conde de March (1391-1425)  | Edmundo Mortimer V Conde de March (1391-1425)   | Edmundo Mortimer V Conde de March (1391-1425)   |                                                 |                                                 |                                                    |                                                    |                                                    |                                                    | Ana Mortimer (1390-1411)                           | Ana Mortimer (1390-1411)                           | Ana Mortimer (1390-1411)                 | Ana Mortimer (1390-1411)                 | Ana Mortimer (1390-1411)                         | Ana Mortimer (1390-1411)                         |                                                  |                                                  | Ricardo de Conisburgh III Conde de Cambridge (1385-1415) | Ricardo de Conisburgh III Conde de Cambridge (1385-1415) | Ricardo de Conisburgh III Conde de Cambridge (1385-1415) | Ricardo de Conisburgh III Conde de Cambridge (1385-1415) | Ricardo de Conisburgh III Conde de Cambridge (1385-1415) | Ricardo de Conisburgh III Conde de Cambridge (1385-1415) |                                                    |                                                    |                                                    |                                                    |  |  |                                                        |                                                        |                                                        |                                                        |                                                        |                                                        |                              |                              |                              |                              |  |  |  |  |  |  |  |  |
|                                                                      |                                                                      |                                                                      |                                                                      |                                                                      |                                                                      |                                                               |                                                               | Enrique VI >(1421-1422-1461, 1470-1471)                       | Enrique VI >(1421-1422-1461, 1470-1471)                       | Enrique VI >(1421-1422-1461, 1470-1471)                 | Enrique VI >(1421-1422-1461, 1470-1471)                 | Enrique VI >(1421-1422-1461, 1470-1471)                 | Enrique VI >(1421-1422-1461, 1470-1471)                 |  |  |                                                                       |                                                                       |                                                                       |                                                                       | Edmundo Tudor I conde de Richmond (1430-1456)                         | Edmundo Tudor I conde de Richmond (1430-1456)                         | Edmundo Tudor I conde de Richmond (1430-1456) | Edmundo Tudor I conde de Richmond (1430-1456) | Edmundo Tudor I conde de Richmond (1430-1456) | Edmundo Tudor I conde de Richmond (1430-1456) |                                             |                                             |                                             |                                             |  |  | Margarita Beaufort, condesa de Richmond y de Derby      | Margarita Beaufort, condesa de Richmond y de Derby      | Margarita Beaufort, condesa de Richmond y de Derby      | Margarita Beaufort, condesa de Richmond y de Derby      | Margarita Beaufort, condesa de Richmond y de Derby      | Margarita Beaufort, condesa de Richmond y de Derby      |  |  | Edmundo Mortimer V Conde de March (1391-1425)  | Edmundo Mortimer V Conde de March (1391-1425)  | Edmundo Mortimer V Conde de March (1391-1425)  | Edmundo Mortimer V Conde de March (1391-1425)  | Edmundo Mortimer V Conde de March (1391-1425)   | Edmundo Mortimer V Conde de March (1391-1425)   |                                                 |                                                 |                                                    |                                                    |                                                    |                                                    | Ana Mortimer (1390-1411)                           | Ana Mortimer (1390-1411)                           | Ana Mortimer (1390-1411)                 | Ana Mortimer (1390-1411)                 | Ana Mortimer (1390-1411)                         | Ana Mortimer (1390-1411)                         |                                                  |                                                  | Ricardo de Conisburgh III Conde de Cambridge (1385-1415) | Ricardo de Conisburgh III Conde de Cambridge (1385-1415) | Ricardo de Conisburgh III Conde de Cambridge (1385-1415) | Ricardo de Conisburgh III Conde de Cambridge (1385-1415) | Ricardo de Conisburgh III Conde de Cambridge (1385-1415) | Ricardo de Conisburgh III Conde de Cambridge (1385-1415) |                                                    |                                                    |                                                    |                                                    |  |  |                                                        |                                                        |                                                        |                                                        |                                                        |                                                        |                              |                              |                              |                              |  |  |  |  |  |  |  |  |
|                                                                      |                                                                      |                                                                      |                                                                      |                                                                      |                                                                      |                                                               |                                                               |                                                               |                                                               |                                                         |                                                         |                                                         |                                                         |  |  |                                                                       |                                                                       |                                                                       |                                                                       |                                                                       |                                                                       |                                               |                                               |                                               |                                               |                                             |                                             |                                             |                                             |  |  |                                                         |                                                         |                                                         |                                                         |                                                         |                                                         |  |  |                                                |                                                |                                                |                                                |                                                 |                                                 |                                                 |                                                 |                                                    |                                                    |                                                    |                                                    |                                                    |                                                    |                                          |                                          |                                                  |                                                  |                                                  |                                                  |                                                          |                                                          |                                                          |                                                          |                                                          |                                                          |                                                    |                                                    |                                                    |                                                    |  |  |                                                        |                                                        |                                                        |                                                        |                                                        |                                                        |                              |                              |                              |                              |  |  |  |  |  |  |  |  |
|                                                                      |                                                                      |                                                                      |                                                                      |                                                                      |                                                                      |                                                               |                                                               | Eduardo de Westminster Príncipe de Gales                      | Eduardo de Westminster Príncipe de Gales                      | Eduardo de Westminster Príncipe de Gales                | Eduardo de Westminster Príncipe de Gales                | Eduardo de Westminster Príncipe de Gales                | Eduardo de Westminster Príncipe de Gales                |  |  |                                                                       |                                                                       |                                                                       |                                                                       |                                                                       |                                                                       |                                               |                                               |                                               |                                               |                                             |                                             |                                             |                                             |  |  |                                                         |                                                         |                                                         |                                                         |                                                         |                                                         |  |  |                                                |                                                |                                                |                                                |                                                 |                                                 |                                                 |                                                 |                                                    |                                                    |                                                    |                                                    |                                                    |                                                    |                                          |                                          | Ricardo de York III Duque de York (1411-1460)    | Ricardo de York III Duque de York (1411-1460)    | Ricardo de York III Duque de York (1411-1460)    | Ricardo de York III Duque de York (1411-1460)    | Ricardo de York III Duque de York (1411-1460)            | Ricardo de York III Duque de York (1411-1460)            |                                                          |                                                          |                                                          |                                                          |                                                    |                                                    |                                                    |                                                    |  |  |                                                        |                                                        |                                                        |                                                        |                                                        |                                                        |                              |                              |                              |                              |  |  |  |  |  |  |  |  |
|                                                                      |                                                                      |                                                                      |                                                                      |                                                                      |                                                                      |                                                               |                                                               | Eduardo de Westminster Príncipe de Gales                      | Eduardo de Westminster Príncipe de Gales                      | Eduardo de Westminster Príncipe de Gales                | Eduardo de Westminster Príncipe de Gales                | Eduardo de Westminster Príncipe de Gales                | Eduardo de Westminster Príncipe de Gales                |  |  |                                                                       |                                                                       |                                                                       |                                                                       |                                                                       |                                                                       |                                               |                                               |                                               |                                               |                                             |                                             |                                             |                                             |  |  |                                                         |                                                         |                                                         |                                                         |                                                         |                                                         |  |  |                                                |                                                |                                                |                                                |                                                 |                                                 |                                                 |                                                 |                                                    |                                                    |                                                    |                                                    |                                                    |                                                    |                                          |                                          | Ricardo de York III Duque de York (1411-1460)    | Ricardo de York III Duque de York (1411-1460)    | Ricardo de York III Duque de York (1411-1460)    | Ricardo de York III Duque de York (1411-1460)    | Ricardo de York III Duque de York (1411-1460)            | Ricardo de York III Duque de York (1411-1460)            |                                                          |                                                          |                                                          |                                                          |                                                    |                                                    |                                                    |                                                    |  |  |                                                        |                                                        |                                                        |                                                        |                                                        |                                                        |                              |                              |                              |                              |  |  |  |  |  |  |  |  |
|                                                                      |                                                                      |                                                                      |                                                                      |                                                                      |                                                                      |                                                               |                                                               |                                                               |                                                               |                                                         |                                                         |                                                         |                                                         |  |  |                                                                       |                                                                       |                                                                       |                                                                       |                                                                       |                                                                       |                                               |                                               |                                               |                                               |                                             |                                             |                                             |                                             |  |  |                                                         |                                                         |                                                         |                                                         |                                                         |                                                         |  |  |                                                |                                                |                                                |                                                |                                                 |                                                 |                                                 |                                                 |                                                    |                                                    |                                                    |                                                    |                                                    |                                                    |                                          |                                          |                                                  |                                                  |                                                  |                                                  |                                                          |                                                          |                                                          |                                                          |                                                          |                                                          |                                                    |                                                    |                                                    |                                                    |  |  |                                                        |                                                        |                                                        |                                                        |                                                        |                                                        |                              |                              |                              |                              |  |  |  |  |  |  |  |  |
|                                                                      |                                                                      |                                                                      |                                                                      |                                                                      |                                                                      |                                                               |                                                               |                                                               |                                                               |                                                         |                                                         |                                                         |                                                         |  |  |                                                                       |                                                                       |                                                                       |                                                                       |                                                                       |                                                                       |                                               |                                               |                                               |                                               |                                             |                                             |                                             |                                             |  |  | Eduardo IV IV Duque de York (1442-1461-1470, 1471-1483) | Eduardo IV IV Duque de York (1442-1461-1470, 1471-1483) | Eduardo IV IV Duque de York (1442-1461-1470, 1471-1483) | Eduardo IV IV Duque de York (1442-1461-1470, 1471-1483) | Eduardo IV IV Duque de York (1442-1461-1470, 1471-1483) | Eduardo IV IV Duque de York (1442-1461-1470, 1471-1483) |  |  | Edmundo de York Conde de Rutland (1443-1460)   | Edmundo de York Conde de Rutland (1443-1460)   | Edmundo de York Conde de Rutland (1443-1460)   | Edmundo de York Conde de Rutland (1443-1460)   | Edmundo de York Conde de Rutland (1443-1460)    | Edmundo de York Conde de Rutland (1443-1460)    |                                                 |                                                 | Isabel de York (1444-ca.1503)                      | Isabel de York (1444-ca.1503)                      | Isabel de York (1444-ca.1503)                      | Isabel de York (1444-ca.1503)                      | Isabel de York (1444-ca.1503)                      | Isabel de York (1444-ca.1503)                      |                                          |                                          | Juan de la Pole II Duque de Suffolk (1442-1492)  | Juan de la Pole II Duque de Suffolk (1442-1492)  | Juan de la Pole II Duque de Suffolk (1442-1492)  | Juan de la Pole II Duque de Suffolk (1442-1492)  | Juan de la Pole II Duque de Suffolk (1442-1492)          | Juan de la Pole II Duque de Suffolk (1442-1492)          |                                                          |                                                          | Jorge de Clarence Duque de Clarence (1449-1478)          | Jorge de Clarence Duque de Clarence (1449-1478)          | Jorge de Clarence Duque de Clarence (1449-1478)    | Jorge de Clarence Duque de Clarence (1449-1478)    | Jorge de Clarence Duque de Clarence (1449-1478)    | Jorge de Clarence Duque de Clarence (1449-1478)    |  |  |                                                        |                                                        |                                                        |                                                        | Ricardo III (1452-1483-1485)                           | Ricardo III (1452-1483-1485)                           | Ricardo III (1452-1483-1485) | Ricardo III (1452-1483-1485) | Ricardo III (1452-1483-1485) | Ricardo III (1452-1483-1485) |  |  |  |  |  |  |  |  |
|                                                                      |                                                                      |                                                                      |                                                                      |                                                                      |                                                                      |                                                               |                                                               |                                                               |                                                               |                                                         |                                                         |                                                         |                                                         |  |  |                                                                       |                                                                       |                                                                       |                                                                       |                                                                       |                                                                       |                                               |                                               |                                               |                                               |                                             |                                             |                                             |                                             |  |  | Eduardo IV IV Duque de York (1442-1461-1470, 1471-1483) | Eduardo IV IV Duque de York (1442-1461-1470, 1471-1483) | Eduardo IV IV Duque de York (1442-1461-1470, 1471-1483) | Eduardo IV IV Duque de York (1442-1461-1470, 1471-1483) | Eduardo IV IV Duque de York (1442-1461-1470, 1471-1483) | Eduardo IV IV Duque de York (1442-1461-1470, 1471-1483) |  |  | Edmundo de York Conde de Rutland (1443-1460)   | Edmundo de York Conde de Rutland (1443-1460)   | Edmundo de York Conde de Rutland (1443-1460)   | Edmundo de York Conde de Rutland (1443-1460)   | Edmundo de York Conde de Rutland (1443-1460)    | Edmundo de York Conde de Rutland (1443-1460)    |                                                 |                                                 | Isabel de York (1444-ca.1503)                      | Isabel de York (1444-ca.1503)                      | Isabel de York (1444-ca.1503)                      | Isabel de York (1444-ca.1503)                      | Isabel de York (1444-ca.1503)                      | Isabel de York (1444-ca.1503)                      |                                          |                                          | Juan de la Pole II Duque de Suffolk (1442-1492)  | Juan de la Pole II Duque de Suffolk (1442-1492)  | Juan de la Pole II Duque de Suffolk (1442-1492)  | Juan de la Pole II Duque de Suffolk (1442-1492)  | Juan de la Pole II Duque de Suffolk (1442-1492)          | Juan de la Pole II Duque de Suffolk (1442-1492)          |                                                          |                                                          | Jorge de Clarence Duque de Clarence (1449-1478)          | Jorge de Clarence Duque de Clarence (1449-1478)          | Jorge de Clarence Duque de Clarence (1449-1478)    | Jorge de Clarence Duque de Clarence (1449-1478)    | Jorge de Clarence Duque de Clarence (1449-1478)    | Jorge de Clarence Duque de Clarence (1449-1478)    |  |  |                                                        |                                                        |                                                        |                                                        | Ricardo III (1452-1483-1485)                           | Ricardo III (1452-1483-1485)                           | Ricardo III (1452-1483-1485) | Ricardo III (1452-1483-1485) | Ricardo III (1452-1483-1485) | Ricardo III (1452-1483-1485) |  |  |  |  |  |  |  |  |
|                                                                      |                                                                      |                                                                      |                                                                      |                                                                      |                                                                      |                                                               |                                                               |                                                               |                                                               |                                                         |                                                         |                                                         |                                                         |  |  |                                                                       |                                                                       |                                                                       |                                                                       |                                                                       |                                                                       |                                               |                                               |                                               |                                               |                                             |                                             |                                             |                                             |  |  |                                                         |                                                         |                                                         |                                                         |                                                         |                                                         |  |  |                                                |                                                |                                                |                                                |                                                 |                                                 |                                                 |                                                 |                                                    |                                                    |                                                    |                                                    |                                                    |                                                    |                                          |                                          |                                                  |                                                  |                                                  |                                                  |                                                          |                                                          |                                                          |                                                          |                                                          |                                                          |                                                    |                                                    |                                                    |                                                    |  |  |                                                        |                                                        |                                                        |                                                        |                                                        |                                                        |                              |                              |                              |                              |  |  |  |  |  |  |  |  |
|                                                                      |                                                                      |                                                                      |                                                                      |                                                                      |                                                                      |                                                               |                                                               |                                                               |                                                               |                                                         |                                                         |                                                         |                                                         |  |  |                                                                       |                                                                       |                                                                       |                                                                       |                                                                       |                                                                       |                                               |                                               |                                               |                                               |                                             |                                             |                                             |                                             |  |  |                                                         |                                                         |                                                         |                                                         |                                                         |                                                         |  |  |                                                |                                                |                                                |                                                |                                                 |                                                 |                                                 |                                                 |                                                    |                                                    |                                                    |                                                    |                                                    |                                                    |                                          |                                          |                                                  |                                                  |                                                  |                                                  |                                                          |                                                          |                                                          |                                                          |                                                          |                                                          |                                                    |                                                    |                                                    |                                                    |  |  |                                                        |                                                        |                                                        |                                                        |                                                        |                                                        |                              |                              |                              |                              |  |  |  |  |  |  |  |  |
|                                                                      |                                                                      |                                                                      |                                                                      |                                                                      |                                                                      |                                                               |                                                               | Isabel I de Castilla Reina de Castilla (1451-1474-1504)       | Isabel I de Castilla Reina de Castilla (1451-1474-1504)       | Isabel I de Castilla Reina de Castilla (1451-1474-1504) | Isabel I de Castilla Reina de Castilla (1451-1474-1504) | Isabel I de Castilla Reina de Castilla (1451-1474-1504) | Isabel I de Castilla Reina de Castilla (1451-1474-1504) |  |  | Fernando II de Aragón rey de Aragón (1452-1479-1516)                  | Fernando II de Aragón rey de Aragón (1452-1479-1516)                  | Fernando II de Aragón rey de Aragón (1452-1479-1516)                  | Fernando II de Aragón rey de Aragón (1452-1479-1516)                  | Fernando II de Aragón rey de Aragón (1452-1479-1516)                  | Fernando II de Aragón rey de Aragón (1452-1479-1516)                  |                                               |                                               | Enrique VII (1457-1485-1509)                  | Enrique VII (1457-1485-1509)                  | Enrique VII (1457-1485-1509)                | Enrique VII (1457-1485-1509)                | Enrique VII (1457-1485-1509)                | Enrique VII (1457-1485-1509)                |  |  | Isabel de York (1466-1503)                              | Isabel de York (1466-1503)                              | Isabel de York (1466-1503)                              | Isabel de York (1466-1503)                              | Isabel de York (1466-1503)                              | Isabel de York (1466-1503)                              |  |  | Eduardo V (1470-1483-?)                        | Eduardo V (1470-1483-?)                        | Eduardo V (1470-1483-?)                        | Eduardo V (1470-1483-?)                        | Eduardo V (1470-1483-?)                         | Eduardo V (1470-1483-?)                         |                                                 |                                                 | Ricardo de Shrewsbury I Duque de York (1473-?)     | Ricardo de Shrewsbury I Duque de York (1473-?)     | Ricardo de Shrewsbury I Duque de York (1473-?)     | Ricardo de Shrewsbury I Duque de York (1473-?)     | Ricardo de Shrewsbury I Duque de York (1473-?)     | Ricardo de Shrewsbury I Duque de York (1473-?)     |                                          |                                          | Eduardo Plantagenet Conde de Warwick (1475-1499) | Eduardo Plantagenet Conde de Warwick (1475-1499) | Eduardo Plantagenet Conde de Warwick (1475-1499) | Eduardo Plantagenet Conde de Warwick (1475-1499) | Eduardo Plantagenet Conde de Warwick (1475-1499)         | Eduardo Plantagenet Conde de Warwick (1475-1499)         |                                                          |                                                          | Margaret Pole Condesa de Salisbury (1473-1541)           | Margaret Pole Condesa de Salisbury (1473-1541)           | Margaret Pole Condesa de Salisbury (1473-1541)     | Margaret Pole Condesa de Salisbury (1473-1541)     | Margaret Pole Condesa de Salisbury (1473-1541)     | Margaret Pole Condesa de Salisbury (1473-1541)     |  |  | Eduardo de Middleham Príncipe de Gales (ca. 1473-1484) | Eduardo de Middleham Príncipe de Gales (ca. 1473-1484) | Eduardo de Middleham Príncipe de Gales (ca. 1473-1484) | Eduardo de Middleham Príncipe de Gales (ca. 1473-1484) | Eduardo de Middleham Príncipe de Gales (ca. 1473-1484) | Eduardo de Middleham Príncipe de Gales (ca. 1473-1484) |                              |                              |                              |                              |  |  |  |  |  |  |  |  |
|                                                                      |                                                                      |                                                                      |                                                                      |                                                                      |                                                                      |                                                               |                                                               | Isabel I de Castilla Reina de Castilla (1451-1474-1504)       | Isabel I de Castilla Reina de Castilla (1451-1474-1504)       | Isabel I de Castilla Reina de Castilla (1451-1474-1504) | Isabel I de Castilla Reina de Castilla (1451-1474-1504) | Isabel I de Castilla Reina de Castilla (1451-1474-1504) | Isabel I de Castilla Reina de Castilla (1451-1474-1504) |  |  | Fernando II de Aragón rey de Aragón (1452-1479-1516)                  | Fernando II de Aragón rey de Aragón (1452-1479-1516)                  | Fernando II de Aragón rey de Aragón (1452-1479-1516)                  | Fernando II de Aragón rey de Aragón (1452-1479-1516)                  | Fernando II de Aragón rey de Aragón (1452-1479-1516)                  | Fernando II de Aragón rey de Aragón (1452-1479-1516)                  |                                               |                                               | Enrique VII (1457-1485-1509)                  | Enrique VII (1457-1485-1509)                  | Enrique VII (1457-1485-1509)                | Enrique VII (1457-1485-1509)                | Enrique VII (1457-1485-1509)                | Enrique VII (1457-1485-1509)                |  |  | Isabel de York (1466-1503)                              | Isabel de York (1466-1503)                              | Isabel de York (1466-1503)                              | Isabel de York (1466-1503)                              | Isabel de York (1466-1503)                              | Isabel de York (1466-1503)                              |  |  | Eduardo V (1470-1483-?)                        | Eduardo V (1470-1483-?)                        | Eduardo V (1470-1483-?)                        | Eduardo V (1470-1483-?)                        | Eduardo V (1470-1483-?)                         | Eduardo V (1470-1483-?)                         |                                                 |                                                 | Ricardo de Shrewsbury I Duque de York (1473-?)     | Ricardo de Shrewsbury I Duque de York (1473-?)     | Ricardo de Shrewsbury I Duque de York (1473-?)     | Ricardo de Shrewsbury I Duque de York (1473-?)     | Ricardo de Shrewsbury I Duque de York (1473-?)     | Ricardo de Shrewsbury I Duque de York (1473-?)     |                                          |                                          | Eduardo Plantagenet Conde de Warwick (1475-1499) | Eduardo Plantagenet Conde de Warwick (1475-1499) | Eduardo Plantagenet Conde de Warwick (1475-1499) | Eduardo Plantagenet Conde de Warwick (1475-1499) | Eduardo Plantagenet Conde de Warwick (1475-1499)         | Eduardo Plantagenet Conde de Warwick (1475-1499)         |                                                          |                                                          | Margaret Pole Condesa de Salisbury (1473-1541)           | Margaret Pole Condesa de Salisbury (1473-1541)           | Margaret Pole Condesa de Salisbury (1473-1541)     | Margaret Pole Condesa de Salisbury (1473-1541)     | Margaret Pole Condesa de Salisbury (1473-1541)     | Margaret Pole Condesa de Salisbury (1473-1541)     |  |  | Eduardo de Middleham Príncipe de Gales (ca. 1473-1484) | Eduardo de Middleham Príncipe de Gales (ca. 1473-1484) | Eduardo de Middleham Príncipe de Gales (ca. 1473-1484) | Eduardo de Middleham Príncipe de Gales (ca. 1473-1484) | Eduardo de Middleham Príncipe de Gales (ca. 1473-1484) | Eduardo de Middleham Príncipe de Gales (ca. 1473-1484) |                              |                              |                              |                              |  |  |  |  |  |  |  |  |
|                                                                      |                                                                      |                                                                      |                                                                      |                                                                      |                                                                      |                                                               |                                                               |                                                               |                                                               |                                                         |                                                         |                                                         |                                                         |  |  |                                                                       |                                                                       |                                                                       |                                                                       |                                                                       |                                                                       |                                               |                                               |                                               |                                               |                                             |                                             |                                             |                                             |  |  |                                                         |                                                         |                                                         |                                                         |                                                         |                                                         |  |  |                                                |                                                |                                                |                                                |                                                 |                                                 |                                                 |                                                 |                                                    |                                                    |                                                    |                                                    |                                                    |                                                    |                                          |                                          |                                                  |                                                  |                                                  |                                                  |                                                          |                                                          |                                                          |                                                          |                                                          |                                                          |                                                    |                                                    |                                                    |                                                    |  |  |                                                        |                                                        |                                                        |                                                        |                                                        |                                                        |                              |                              |                              |                              |  |  |  |  |  |  |  |  |
|                                                                      |                                                                      |                                                                      |                                                                      |                                                                      |                                                                      |                                                               |                                                               |                                                               |                                                               |                                                         |                                                         |                                                         |                                                         |  |  |                                                                       |                                                                       |                                                                       |                                                                       |                                                                       |                                                                       |                                               |                                               |                                               |                                               |                                             |                                             |                                             |                                             |  |  |                                                         |                                                         |                                                         |                                                         |                                                         |                                                         |  |  |                                                |                                                |                                                |                                                |                                                 |                                                 |                                                 |                                                 |                                                    |                                                    |                                                    |                                                    |                                                    |                                                    |                                          |                                          |                                                  |                                                  |                                                  |                                                  |                                                          |                                                          |                                                          |                                                          |                                                          |                                                          |                                                    |                                                    |                                                    |                                                    |  |  |                                                        |                                                        |                                                        |                                                        |                                                        |                                                        |                              |                              |                              |                              |  |  |  |  |  |  |  |  |
| Juana de Castilla Reina de Castilla (1479-1504-1555)                 | Juana de Castilla Reina de Castilla (1479-1504-1555)                 | Juana de Castilla Reina de Castilla (1479-1504-1555)                 | Juana de Castilla Reina de Castilla (1479-1504-1555)                 | Juana de Castilla Reina de Castilla (1479-1504-1555)                 | Juana de Castilla Reina de Castilla (1479-1504-1555)                 |                                                               |                                                               | Maria de Aragón Reina consorte de Portugal (1482-1517)        | Maria de Aragón Reina consorte de Portugal (1482-1517)        | Maria de Aragón Reina consorte de Portugal (1482-1517)  | Maria de Aragón Reina consorte de Portugal (1482-1517)  | Maria de Aragón Reina consorte de Portugal (1482-1517)  | Maria de Aragón Reina consorte de Portugal (1482-1517)  |  |  | Catalina de Aragón Reina consorte de Inglaterra (1485-1509-1533-1536) | Catalina de Aragón Reina consorte de Inglaterra (1485-1509-1533-1536) | Catalina de Aragón Reina consorte de Inglaterra (1485-1509-1533-1536) | Catalina de Aragón Reina consorte de Inglaterra (1485-1509-1533-1536) | Catalina de Aragón Reina consorte de Inglaterra (1485-1509-1533-1536) | Catalina de Aragón Reina consorte de Inglaterra (1485-1509-1533-1536) |                                               |                                               | Enrique VIII Duque de York (1491-1509-1547)   | Enrique VIII Duque de York (1491-1509-1547)   | Enrique VIII Duque de York (1491-1509-1547) | Enrique VIII Duque de York (1491-1509-1547) | Enrique VIII Duque de York (1491-1509-1547) | Enrique VIII Duque de York (1491-1509-1547) |  |  | Arturo Príncipe de Gales (1486-1502)                    | Arturo Príncipe de Gales (1486-1502)                    | Arturo Príncipe de Gales (1486-1502)                    | Arturo Príncipe de Gales (1486-1502)                    | Arturo Príncipe de Gales (1486-1502)                    | Arturo Príncipe de Gales (1486-1502)                    |  |  | María Tudor (1496-1533)                        | María Tudor (1496-1533)                        | María Tudor (1496-1533)                        | María Tudor (1496-1533)                        | María Tudor (1496-1533)                         | María Tudor (1496-1533)                         |                                                 |                                                 | Margarita Tudor (1489-1541                         | Margarita Tudor (1489-1541                         | Margarita Tudor (1489-1541                         | Margarita Tudor (1489-1541                         | Margarita Tudor (1489-1541                         | Margarita Tudor (1489-1541                         |                                          |                                          | Jacobo IV de Escocia (1473-1488-1513)            | Jacobo IV de Escocia (1473-1488-1513)            | Jacobo IV de Escocia (1473-1488-1513)            | Jacobo IV de Escocia (1473-1488-1513)            | Jacobo IV de Escocia (1473-1488-1513)                    | Jacobo IV de Escocia (1473-1488-1513)                    |                                                          |                                                          | Reginald Pole (1500-1558)                                | Reginald Pole (1500-1558)                                | Reginald Pole (1500-1558)                          | Reginald Pole (1500-1558)                          | Reginald Pole (1500-1558)                          | Reginald Pole (1500-1558)                          |  |  |                                                        |                                                        |                                                        |                                                        |                                                        |                                                        |                              |                              |                              |                              |  |  |  |  |  |  |  |  |
| Juana de Castilla Reina de Castilla (1479-1504-1555)                 | Juana de Castilla Reina de Castilla (1479-1504-1555)                 | Juana de Castilla Reina de Castilla (1479-1504-1555)                 | Juana de Castilla Reina de Castilla (1479-1504-1555)                 | Juana de Castilla Reina de Castilla (1479-1504-1555)                 | Juana de Castilla Reina de Castilla (1479-1504-1555)                 |                                                               |                                                               | Maria de Aragón Reina consorte de Portugal (1482-1517)        | Maria de Aragón Reina consorte de Portugal (1482-1517)        | Maria de Aragón Reina consorte de Portugal (1482-1517)  | Maria de Aragón Reina consorte de Portugal (1482-1517)  | Maria de Aragón Reina consorte de Portugal (1482-1517)  | Maria de Aragón Reina consorte de Portugal (1482-1517)  |  |  | Catalina de Aragón Reina consorte de Inglaterra (1485-1509-1533-1536) | Catalina de Aragón Reina consorte de Inglaterra (1485-1509-1533-1536) | Catalina de Aragón Reina consorte de Inglaterra (1485-1509-1533-1536) | Catalina de Aragón Reina consorte de Inglaterra (1485-1509-1533-1536) | Catalina de Aragón Reina consorte de Inglaterra (1485-1509-1533-1536) | Catalina de Aragón Reina consorte de Inglaterra (1485-1509-1533-1536) |                                               |                                               | Enrique VIII Duque de York (1491-1509-1547)   | Enrique VIII Duque de York (1491-1509-1547)   | Enrique VIII Duque de York (1491-1509-1547) | Enrique VIII Duque de York (1491-1509-1547) | Enrique VIII Duque de York (1491-1509-1547) | Enrique VIII Duque de York (1491-1509-1547) |  |  | Arturo Príncipe de Gales (1486-1502)                    | Arturo Príncipe de Gales (1486-1502)                    | Arturo Príncipe de Gales (1486-1502)                    | Arturo Príncipe de Gales (1486-1502)                    | Arturo Príncipe de Gales (1486-1502)                    | Arturo Príncipe de Gales (1486-1502)                    |  |  | María Tudor (1496-1533)                        | María Tudor (1496-1533)                        | María Tudor (1496-1533)                        | María Tudor (1496-1533)                        | María Tudor (1496-1533)                         | María Tudor (1496-1533)                         |                                                 |                                                 | Margarita Tudor (1489-1541                         | Margarita Tudor (1489-1541                         | Margarita Tudor (1489-1541                         | Margarita Tudor (1489-1541                         | Margarita Tudor (1489-1541                         | Margarita Tudor (1489-1541                         |                                          |                                          | Jacobo IV de Escocia (1473-1488-1513)            | Jacobo IV de Escocia (1473-1488-1513)            | Jacobo IV de Escocia (1473-1488-1513)            | Jacobo IV de Escocia (1473-1488-1513)            | Jacobo IV de Escocia (1473-1488-1513)                    | Jacobo IV de Escocia (1473-1488-1513)                    |                                                          |                                                          | Reginald Pole (1500-1558)                                | Reginald Pole (1500-1558)                                | Reginald Pole (1500-1558)                          | Reginald Pole (1500-1558)                          | Reginald Pole (1500-1558)                          | Reginald Pole (1500-1558)                          |  |  |                                                        |                                                        |                                                        |                                                        |                                                        |                                                        |                              |                              |                              |                              |  |  |  |  |  |  |  |  |
|                                                                      |                                                                      |                                                                      |                                                                      |                                                                      |                                                                      |                                                               |                                                               |                                                               |                                                               |                                                         |                                                         |                                                         |                                                         |  |  |                                                                       |                                                                       |                                                                       |                                                                       |                                                                       |                                                                       |                                               |                                               |                                               |                                               |                                             |                                             |                                             |                                             |  |  |                                                         |                                                         |                                                         |                                                         |                                                         |                                                         |  |  |                                                |                                                |                                                |                                                |                                                 |                                                 |                                                 |                                                 |                                                    |                                                    |                                                    |                                                    |                                                    |                                                    |                                          |                                          |                                                  |                                                  |                                                  |                                                  |                                                          |                                                          |                                                          |                                                          |                                                          |                                                          |                                                    |                                                    |                                                    |                                                    |  |  |                                                        |                                                        |                                                        |                                                        |                                                        |                                                        |                              |                              |                              |                              |  |  |  |  |  |  |  |  |
|                                                                      |                                                                      |                                                                      |                                                                      |                                                                      |                                                                      |                                                               |                                                               |                                                               |                                                               |                                                         |                                                         |                                                         |                                                         |  |  |                                                                       |                                                                       |                                                                       |                                                                       |                                                                       |                                                                       |                                               |                                               |                                               |                                               |                                             |                                             |                                             |                                             |  |  |                                                         |                                                         |                                                         |                                                         |                                                         |                                                         |  |  |                                                |                                                |                                                |                                                |                                                 |                                                 |                                                 |                                                 |                                                    |                                                    |                                                    |                                                    |                                                    |                                                    |                                          |                                          |                                                  |                                                  |                                                  |                                                  |                                                          |                                                          |                                                          |                                                          |                                                          |                                                          |                                                    |                                                    |                                                    |                                                    |  |  |                                                        |                                                        |                                                        |                                                        |                                                        |                                                        |                              |                              |                              |                              |  |  |  |  |  |  |  |  |
| Carlos I de España Emperador (1500-1516-1558)                        | Carlos I de España Emperador (1500-1516-1558)                        | Carlos I de España Emperador (1500-1516-1558)                        | Carlos I de España Emperador (1500-1516-1558)                        | Carlos I de España Emperador (1500-1516-1558)                        | Carlos I de España Emperador (1500-1516-1558)                        |                                                               |                                                               | Isabel de Portugal ((1503-1526-1539)                          | Isabel de Portugal ((1503-1526-1539)                          | Isabel de Portugal ((1503-1526-1539)                    | Isabel de Portugal ((1503-1526-1539)                    | Isabel de Portugal ((1503-1526-1539)                    | Isabel de Portugal ((1503-1526-1539)                    |  |  | María I (1516-1553-1558)                                              | María I (1516-1553-1558)                                              | María I (1516-1553-1558)                                              | María I (1516-1553-1558)                                              | María I (1516-1553-1558)                                              | María I (1516-1553-1558)                                              |                                               |                                               | Isabel I (1533-1558-1603)                     | Isabel I (1533-1558-1603)                     | Isabel I (1533-1558-1603)                   | Isabel I (1533-1558-1603)                   | Isabel I (1533-1558-1603)                   | Isabel I (1533-1558-1603)                   |  |  | Eduardo VI (1537-1547-1553)                             | Eduardo VI (1537-1547-1553)                             | Eduardo VI (1537-1547-1553)                             | Eduardo VI (1537-1547-1553)                             | Eduardo VI (1537-1547-1553)                             | Eduardo VI (1537-1547-1553)                             |  |  | Lady Frances Brandon (1517-1559)               | Lady Frances Brandon (1517-1559)               | Lady Frances Brandon (1517-1559)               | Lady Frances Brandon (1517-1559)               | Lady Frances Brandon (1517-1559)                | Lady Frances Brandon (1517-1559)                |                                                 |                                                 |                                                    |                                                    |                                                    |                                                    | Jacobo V de Escocia (1512-1513-1542)               | Jacobo V de Escocia (1512-1513-1542)               | Jacobo V de Escocia (1512-1513-1542)     | Jacobo V de Escocia (1512-1513-1542)     | Jacobo V de Escocia (1512-1513-1542)             | Jacobo V de Escocia (1512-1513-1542)             |                                                  |                                                  |                                                          |                                                          |                                                          |                                                          |                                                          |                                                          |                                                    |                                                    |                                                    |                                                    |  |  |                                                        |                                                        |                                                        |                                                        |                                                        |                                                        |                              |                              |                              |                              |  |  |  |  |  |  |  |  |
| Carlos I de España Emperador (1500-1516-1558)                        | Carlos I de España Emperador (1500-1516-1558)                        | Carlos I de España Emperador (1500-1516-1558)                        | Carlos I de España Emperador (1500-1516-1558)                        | Carlos I de España Emperador (1500-1516-1558)                        | Carlos I de España Emperador (1500-1516-1558)                        |                                                               |                                                               | Isabel de Portugal ((1503-1526-1539)                          | Isabel de Portugal ((1503-1526-1539)                          | Isabel de Portugal ((1503-1526-1539)                    | Isabel de Portugal ((1503-1526-1539)                    | Isabel de Portugal ((1503-1526-1539)                    | Isabel de Portugal ((1503-1526-1539)                    |  |  | María I (1516-1553-1558)                                              | María I (1516-1553-1558)                                              | María I (1516-1553-1558)                                              | María I (1516-1553-1558)                                              | María I (1516-1553-1558)                                              | María I (1516-1553-1558)                                              |                                               |                                               | Isabel I (1533-1558-1603)                     | Isabel I (1533-1558-1603)                     | Isabel I (1533-1558-1603)                   | Isabel I (1533-1558-1603)                   | Isabel I (1533-1558-1603)                   | Isabel I (1533-1558-1603)                   |  |  | Eduardo VI (1537-1547-1553)                             | Eduardo VI (1537-1547-1553)                             | Eduardo VI (1537-1547-1553)                             | Eduardo VI (1537-1547-1553)                             | Eduardo VI (1537-1547-1553)                             | Eduardo VI (1537-1547-1553)                             |  |  | Lady Frances Brandon (1517-1559)               | Lady Frances Brandon (1517-1559)               | Lady Frances Brandon (1517-1559)               | Lady Frances Brandon (1517-1559)               | Lady Frances Brandon (1517-1559)                | Lady Frances Brandon (1517-1559)                |                                                 |                                                 |                                                    |                                                    |                                                    |                                                    | Jacobo V de Escocia (1512-1513-1542)               | Jacobo V de Escocia (1512-1513-1542)               | Jacobo V de Escocia (1512-1513-1542)     | Jacobo V de Escocia (1512-1513-1542)     | Jacobo V de Escocia (1512-1513-1542)             | Jacobo V de Escocia (1512-1513-1542)             |                                                  |                                                  |                                                          |                                                          |                                                          |                                                          |                                                          |                                                          |                                                    |                                                    |                                                    |                                                    |  |  |                                                        |                                                        |                                                        |                                                        |                                                        |                                                        |                              |                              |                              |                              |  |  |  |  |  |  |  |  |
|                                                                      |                                                                      |                                                                      |                                                                      |                                                                      |                                                                      |                                                               |                                                               |                                                               |                                                               |                                                         |                                                         |                                                         |                                                         |  |  |                                                                       |                                                                       |                                                                       |                                                                       |                                                                       |                                                                       |                                               |                                               |                                               |                                               |                                             |                                             |                                             |                                             |  |  |                                                         |                                                         |                                                         |                                                         |                                                         |                                                         |  |  |                                                |                                                |                                                |                                                |                                                 |                                                 |                                                 |                                                 |                                                    |                                                    |                                                    |                                                    |                                                    |                                                    |                                          |                                          |                                                  |                                                  |                                                  |                                                  |                                                          |                                                          |                                                          |                                                          |                                                          |                                                          |                                                    |                                                    |                                                    |                                                    |  |  |                                                        |                                                        |                                                        |                                                        |                                                        |                                                        |                              |                              |                              |                              |  |  |  |  |  |  |  |  |
|                                                                      |                                                                      |                                                                      |                                                                      | Felipe II de España (Rey de Inglaterra jure uxoris 1554-1558)        | Felipe II de España (Rey de Inglaterra jure uxoris 1554-1558)        | Felipe II de España (Rey de Inglaterra jure uxoris 1554-1558) | Felipe II de España (Rey de Inglaterra jure uxoris 1554-1558) | Felipe II de España (Rey de Inglaterra jure uxoris 1554-1558) | Felipe II de España (Rey de Inglaterra jure uxoris 1554-1558) |                                                         |                                                         |                                                         |                                                         |  |  |                                                                       |                                                                       |                                                                       |                                                                       |                                                                       |                                                                       |                                               |                                               |                                               |                                               |                                             |                                             |                                             |                                             |  |  |                                                         |                                                         |                                                         |                                                         |                                                         |                                                         |  |  | Lady Jane Grey (1537-1554)                     | Lady Jane Grey (1537-1554)                     | Lady Jane Grey (1537-1554)                     | Lady Jane Grey (1537-1554)                     | Lady Jane Grey (1537-1554)                      | Lady Jane Grey (1537-1554)                      |                                                 |                                                 |                                                    |                                                    |                                                    |                                                    | María I de Escocia (1542-1542-1562-1587)           | María I de Escocia (1542-1542-1562-1587)           | María I de Escocia (1542-1542-1562-1587) | María I de Escocia (1542-1542-1562-1587) | María I de Escocia (1542-1542-1562-1587)         | María I de Escocia (1542-1542-1562-1587)         |                                                  |                                                  |                                                          |                                                          |                                                          |                                                          |                                                          |                                                          |                                                    |                                                    |                                                    |                                                    |  |  |                                                        |                                                        |                                                        |                                                        |                                                        |                                                        |                              |                              |                              |                              |  |  |  |  |  |  |  |  |
|                                                                      |                                                                      |                                                                      |                                                                      | Felipe II de España (Rey de Inglaterra jure uxoris 1554-1558)        | Felipe II de España (Rey de Inglaterra jure uxoris 1554-1558)        | Felipe II de España (Rey de Inglaterra jure uxoris 1554-1558) | Felipe II de España (Rey de Inglaterra jure uxoris 1554-1558) | Felipe II de España (Rey de Inglaterra jure uxoris 1554-1558) | Felipe II de España (Rey de Inglaterra jure uxoris 1554-1558) |                                                         |                                                         |                                                         |                                                         |  |  |                                                                       |                                                                       |                                                                       |                                                                       |                                                                       |                                                                       |                                               |                                               |                                               |                                               |                                             |                                             |                                             |                                             |  |  |                                                         |                                                         |                                                         |                                                         |                                                         |                                                         |  |  | Lady Jane Grey (1537-1554)                     | Lady Jane Grey (1537-1554)                     | Lady Jane Grey (1537-1554)                     | Lady Jane Grey (1537-1554)                     | Lady Jane Grey (1537-1554)                      | Lady Jane Grey (1537-1554)                      |                                                 |                                                 |                                                    |                                                    |                                                    |                                                    | María I de Escocia (1542-1542-1562-1587)           | María I de Escocia (1542-1542-1562-1587)           | María I de Escocia (1542-1542-1562-1587) | María I de Escocia (1542-1542-1562-1587) | María I de Escocia (1542-1542-1562-1587)         | María I de Escocia (1542-1542-1562-1587)         |                                                  |                                                  |                                                          |                                                          |                                                          |                                                          |                                                          |                                                          |                                                    |                                                    |                                                    |                                                    |  |  |                                                        |                                                        |                                                        |                                                        |                                                        |                                                        |                              |                              |                              |                              |  |  |  |  |  |  |  |  |
|                                                                      |                                                                      |                                                                      |                                                                      |                                                                      |                                                                      |                                                               |                                                               |                                                               |                                                               |                                                         |                                                         |                                                         |                                                         |  |  |                                                                       |                                                                       |                                                                       |                                                                       |                                                                       |                                                                       |                                               |                                               |                                               |                                               |                                             |                                             |                                             |                                             |  |  |                                                         |                                                         |                                                         |                                                         |                                                         |                                                         |  |  |                                                |                                                |                                                |                                                |                                                 |                                                 |                                                 |                                                 |                                                    |                                                    |                                                    |                                                    |                                                    |                                                    |                                          |                                          |                                                  |                                                  |                                                  |                                                  |                                                          |                                                          |                                                          |                                                          |                                                          |                                                          |                                                    |                                                    |                                                    |                                                    |  |  |                                                        |                                                        |                                                        |                                                        |                                                        |                                                        |                              |                              |                              |                              |  |  |  |  |  |  |  |  |
|                                                                      |                                                                      |                                                                      |                                                                      |                                                                      |                                                                      |                                                               |                                                               |                                                               |                                                               |                                                         |                                                         |                                                         |                                                         |  |  |                                                                       |                                                                       |                                                                       |                                                                       |                                                                       |                                                                       |                                               |                                               |                                               |                                               |                                             |                                             |                                             |                                             |  |  |                                                         |                                                         |                                                         |                                                         |                                                         |                                                         |  |  |                                                |                                                |                                                |                                                |                                                 |                                                 |                                                 |                                                 |                                                    |                                                    |                                                    |                                                    | Jacobo VI de Escocia y I de Inglaterra (1603-1625) |                                                    |                                          |                                          |                                                  |                                                  |                                                  |                                                  |                                                          |                                                          |                                                          |                                                          |                                                          |                                                          |                                                    |                                                    |                                                    |                                                    |  |  |                                                        |                                                        |                                                        |                                                        |                                                        |                                                        |                              |                              |                              |                              |  |  |  |  |  |  |  |  |